# Psittacanthus carinatus
Psittacanthus carinatus är en tvåhjärtbladig växtart som beskrevs av Kuijt. Psittacanthus carinatus ingår i släktet Psittacanthus och familjen Loranthaceae. Inga underarter finns listade i Catalogue of Life.